# 阪急電鐵9000系電聯車
阪急電鐵9000系電聯車（日语：／ Hankyū dentetsu 9000-kei densha）是阪急電鐵使用的通勤型電聯車，並且在神戶本線與寶塚本線（合稱神寶線）上進行運轉。9000系於2005年9月宣布開始製造，並於2006年7月31日開始在神戶本線上投入使用。而本型車則於2007年在寶塚本線上投入使用。
本型車為神戶本線及寶塚本線自1992年以來再度引進的新型電車。而本型車與阪急電鐵9300系電聯車同樣是由日立製作所承包製造的電車。